# Agrano
Agrano (Agran in piemontese e lombardo, AFI: [aˈɡraŋ]) è una frazione del comune di Omegna. Fino al 1927 era un comune indipendente. Dista 3,59 chilometri dal comune di Omegna.

## Geografia fisica
Agrano è collocato sulle pendici del Mottarone a una quota di circa 450 metri sul livello del mare. Connette Omegna ad Armeno e le sue frazioni. 

## Luoghi di interesse
Il luogo è noto per la morta d'Agrano, il corpo mummificato di una donna ritrovato nel 1792 e situato all'interno della principale chiesa, e per le cascate del torrente Pescone.

## Popolazione
Al 2019 nella frazione di Agrano risiedono 682 abitanti, dei quali 342 maschi e 340 femmine.
Vi sono 307 individui celibi o nubili (175 celibi e 132 nubili), 290 individui coniugati o separati di fatto, e 12 individui separati legalmente, oltre a 19 divorziati e 54 vedovi. Vi sono complessivamente 285 famiglie residenti.
Ad Agrano risiedono 25 cittadini stranieri o apolidi, 8 dei quali sono maschi e 17 sono femmine. Sul totale di 25 stranieri 23 provengono dall'Europa, 1 dall'Africa, 1 dall'America.
Vi sono a Agrano 308 residenti di età pari o superiore a 15 anni. Di questi, 293 risultano occupati e 14 disoccupati e in cerca di nuova occupazione.